# Marc Larose
Marcos „Marc” Larose (ur. 23 czerwca 1959) – seszelski lekkoatleta, olimpijczyk.
Wystąpił na Letnich Igrzyskach Olimpijskich 1980 w trzech konkurencjach, czyli w biegu na 100 m i obu sztafetach sprinterskich. Z wynikiem 11,27 zajął ostatnią 7. pozycję w swoim biegu eliminacyjnym na 100 m, osiągając 58. wynik wśród 65 sprinterów. W sztafetach 4 × 100 m i 4 × 400 m także odpadł w biegach eliminacyjnych (w obu konkurencjach Seszele reprezentowali: Vincent Confait, Marc Larose, Casimir Pereira i Régis Tranquille). Na krótszym z dystansów zajęli 7. miejsce w wyścigu kwalifikacyjnym (41,71), wyprzedzając wyłącznie niesklasyfikowanych Kubańczyków. Podobna sytuacja nastąpiła w drugiej ze sztafet – tym razem reprezentanci tego kraju pokonali niesklasyfikowanych Jamajczyków (3:19,2). W przypadku obu biegów, Seszelczycy osiągnęli w eliminacjach wynik lepszy jedynie od reprezentantów Sierra Leone.
Rekord życiowy w biegu na 100 m – 11,27 (1980).